# Jennersdorf

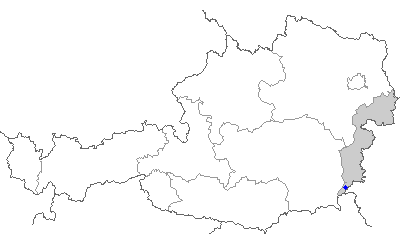
Jennersdorf na mapě Rakouska

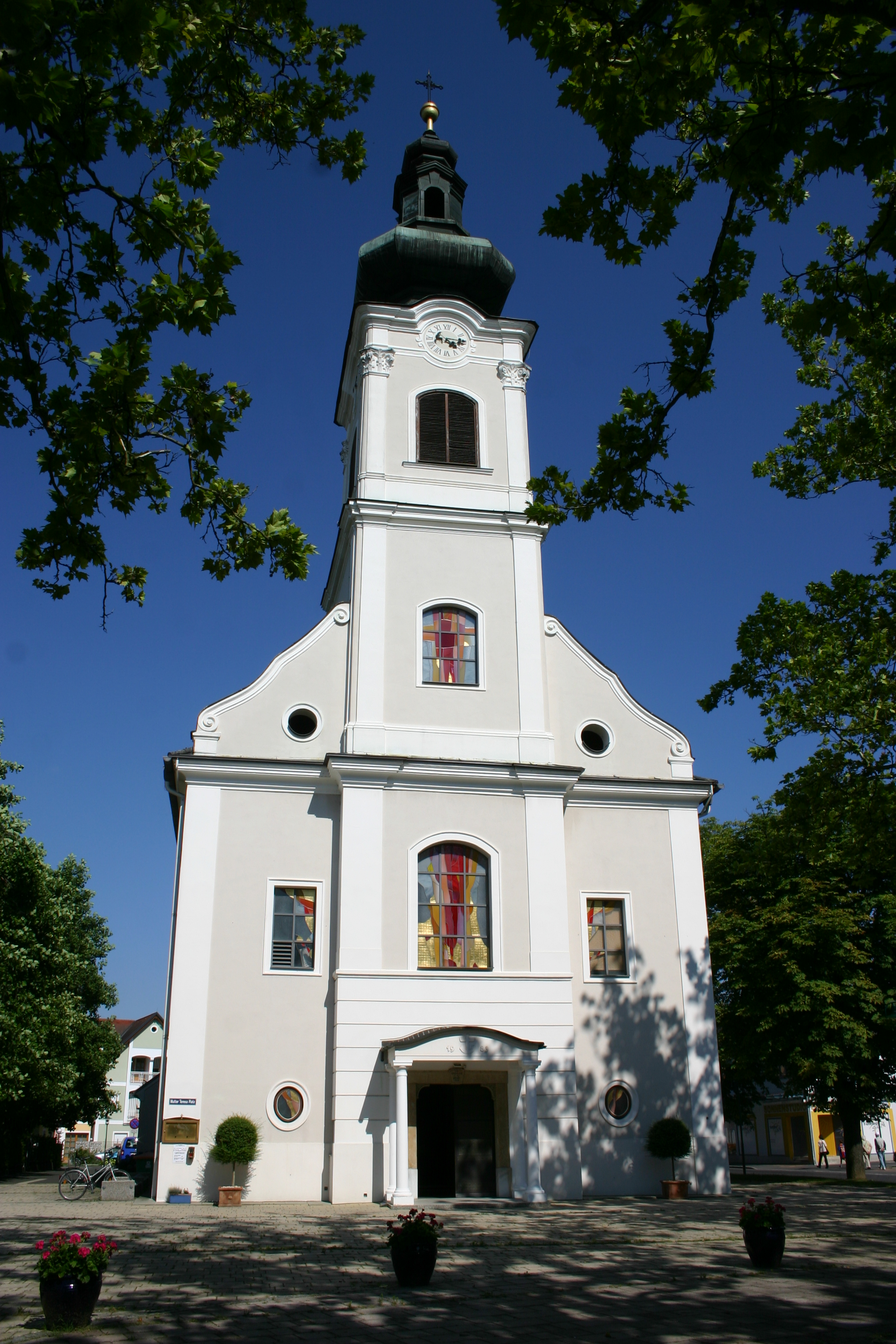
Farní kostel v Jennersdorfu

Jennersdorf (maďarsky Gyanafalva, slovinsky Ženavci) je město ve spolkové zemi Burgenland v Rakousku. Je okresním městem okresu Jennersdorf. Žije zde přibližně 4 100 obyvatel.

## Poloha, popis
Město se nachází v jižním Burgenlandu v údolí řeky Raab (Raabtal), která protéká jižně od města ve vzdálenosti asi 1000 m. Nadmořská výška města je zhruba 242 m a jeho rozloha je 37,9 km². Je pohraničním městem, protože zhruba 4 km směrem na východ jsou hranice s Maďarskem. Téměř stejně daleko, ale směrem na západ jsou hranice se Štýrskem, sousední spolkovou zemí.
Město se skládá ze čtyř částí (v závorkách je počet obyvatel v říjnu 2011):
- Grieselstein (637)
- Henndorf (491)
- Jennersdorf (2386)
- Rax (683)

## Historie
První písemná zmínka jako o Janafalu je z roku 1187 v bule papeže Urbana III. Název obce je odvozen od slovinského „Ženavci“, což lze nejlépe přeložit jako „vesnice žen“. Místo bylo až do roku 1848 ve vlastnictví kláštera v Szentgotthárdu. Obec, stejně jako celý Burgenland, byla až do roku 1920/21 součástí Maďarska. Po skončení první světové války, na základě smlouvy ze St. Germain a Trianonu, se stala obec od roku 1921 součástí nově založeného spolkového státu Burgenland v Rakousku. Obec Jennersdorf byla povýšena na město v roce 1977.

## Doprava
- Silniční - městem prochází zemská silnice B57 a na ní se napojují silnice L116, L253, L418 a L426.
- Železniční - město leží na železniční trati z Grazu přes Feldbach do maďarského Szentgotthárdu.

## Hospodářství
Ve městě je textilka (ručníky), závod na zpracování kůže, elektrotechnická firma (žárovky aj.), stavební firma, technologické centrum a potravinářský velkoobchod.

Panorama města